# Concacaf Gold Cup 2013
Concacaf Gold Cup 2013 var en fotbollsturnering som spelades i USA under perioden 7–28 juli 2013. Detta var den 12:e upplagan av Gold Cup. USA vann turneringen före Panama.

## Kval
Lag från den nordamerikanska zonen var direktkvalificerade. Lag från den karibiska- och centralamerikanska zonen spelade kvalturneringar för att få delta i CONCACAF Gold Cup 2013.
Siffror inom parentes anger antalet deltagna turneringar
| Nordamerika - Kanada (11) - Mexiko (12) - USA (12) | Karibien · Karibiska mästerskapet 2012 - Haiti (5) - Kuba (7) - Martinique (4) - Trinidad och Tobago (8) | Centralamerika · Copa Centroamericana 2013 - Belize (1) - Costa Rica (11) - El Salvador (8) - Honduras (11) - Panama (6) |

## Gruppspel

### Grupp A
| Nr | Lag        | S | V | O | F | GM | IM | MS | P |
| -- | ---------- | - | - | - | - | -- | -- | -- | - |
| 1  | Panama     | 3 | 2 | 1 | 0 | 3  | 1  | +2 | 7 |
| 2  | Mexiko     | 3 | 2 | 0 | 1 | 6  | 3  | +3 | 6 |
| 3  | Martinique | 3 | 1 | 0 | 2 | 2  | 4  | −2 | 3 |
| 4  | Kanada     | 3 | 0 | 1 | 2 | 0  | 3  | −3 | 1 |

|             | 7 juli 2013 | Kanada | 0 – 1           | Martinique             | Rose Bowl                                                       |                                                                 |
| 14:30 UTC−7 | 14:30 UTC−7 |        | (0 – 0) Rapport | 90+3′ Fabrice Reuperné | Pasadena, Kalifornien Publik: 56 822 Domare: Marcos Brea (Kuba) | Pasadena, Kalifornien Publik: 56 822 Domare: Marcos Brea (Kuba) |
| 14:30 UTC−7 | 14:30 UTC−7 |        |                 |                        | Pasadena, Kalifornien Publik: 56 822 Domare: Marcos Brea (Kuba) | Pasadena, Kalifornien Publik: 56 822 Domare: Marcos Brea (Kuba) |
| 14:30 UTC−7 | 14:30 UTC−7 |        |                 |                        | Pasadena, Kalifornien Publik: 56 822 Domare: Marcos Brea (Kuba) | Pasadena, Kalifornien Publik: 56 822 Domare: Marcos Brea (Kuba) |

|             | 7 juli 2013 | Mexiko             | 1 – 2           | Panama                        | Rose Bowl                                                                |                                                                          |
| 17:00 UTC−4 | 17:00 UTC−4 | Marco Fabián 45+2′ | (1 – 1) Rapport | 7′ (str.), 48′ Gabriel Torres | Pasadena, Kalifornien Publik: 56 822 Domare: Wálter Quesada (Costa Rica) | Pasadena, Kalifornien Publik: 56 822 Domare: Wálter Quesada (Costa Rica) |
| 17:00 UTC−4 | 17:00 UTC−4 |                    |                 |                               | Pasadena, Kalifornien Publik: 56 822 Domare: Wálter Quesada (Costa Rica) | Pasadena, Kalifornien Publik: 56 822 Domare: Wálter Quesada (Costa Rica) |
| 17:00 UTC−4 | 17:00 UTC−4 |                    |                 |                               | Pasadena, Kalifornien Publik: 56 822 Domare: Wálter Quesada (Costa Rica) | Pasadena, Kalifornien Publik: 56 822 Domare: Wálter Quesada (Costa Rica) |

|             | 11 juli 2013 | Panama                    | 1 – 0           | Martinique | CenturyLink Field                                                           |                                                                             |
| 17:30 UTC−7 | 17:30 UTC−7  | Gabriel Torres 85′ (str.) | (0 – 0) Rapport |            | Seattle, Washington Publik: 28 354 Domare: Armando Castro Oviedo (Honduras) | Seattle, Washington Publik: 28 354 Domare: Armando Castro Oviedo (Honduras) |
| 17:30 UTC−7 | 17:30 UTC−7  |                           |                 |            | Seattle, Washington Publik: 28 354 Domare: Armando Castro Oviedo (Honduras) | Seattle, Washington Publik: 28 354 Domare: Armando Castro Oviedo (Honduras) |
| 17:30 UTC−7 | 17:30 UTC−7  |                           |                 |            | Seattle, Washington Publik: 28 354 Domare: Armando Castro Oviedo (Honduras) | Seattle, Washington Publik: 28 354 Domare: Armando Castro Oviedo (Honduras) |

|             | 11 juli 2013 | Mexiko                                   | 2 – 0           | Kanada | CenturyLink Field                                                     |                                                                       |
| 20:00 UTC−7 | 20:00 UTC−7  | Raúl Jiménez 42′ Marco Fabián 57′ (str.) | (1 – 0) Rapport |        | Seattle, Washington Publik: 28 354 Domare: Joel Aguilar (El Salvador) | Seattle, Washington Publik: 28 354 Domare: Joel Aguilar (El Salvador) |
| 20:00 UTC−7 | 20:00 UTC−7  |                                          |                 |        | Seattle, Washington Publik: 28 354 Domare: Joel Aguilar (El Salvador) | Seattle, Washington Publik: 28 354 Domare: Joel Aguilar (El Salvador) |
| 20:00 UTC−7 | 20:00 UTC−7  |                                          |                 |        | Seattle, Washington Publik: 28 354 Domare: Joel Aguilar (El Salvador) | Seattle, Washington Publik: 28 354 Domare: Joel Aguilar (El Salvador) |

|             | 14 juli 2013 | Panama | 0 – 0   | Kanada | Sports Authority Field                                              |                                                                     |
| 13:30 UTC−6 | 13:30 UTC−6  |        | Rapport |        | Denver, Colorado Publik: 30 000 Domare: Wálter Quesada (Costa Rica) | Denver, Colorado Publik: 30 000 Domare: Wálter Quesada (Costa Rica) |
| 13:30 UTC−6 | 13:30 UTC−6  |        |         |        | Denver, Colorado Publik: 30 000 Domare: Wálter Quesada (Costa Rica) | Denver, Colorado Publik: 30 000 Domare: Wálter Quesada (Costa Rica) |
| 13:30 UTC−6 | 13:30 UTC−6  |        |         |        | Denver, Colorado Publik: 30 000 Domare: Wálter Quesada (Costa Rica) | Denver, Colorado Publik: 30 000 Domare: Wálter Quesada (Costa Rica) |

|             | 14 juli 2013 | Martinique                 | 1 – 3           | Mexiko                                                  | Sports Authority Field                                    |                                                           |
| 16:00 UTC−6 | 16:00 UTC−6  | Kévin Parsemain 43′ (str.) | (1 – 2) Rapport | 21′ Marco Fabián 34′ Luis Montes 90′ Miguel Ángel Ponce | Denver, Colorado Publik: 30 000 Domare: Mark Geiger (USA) | Denver, Colorado Publik: 30 000 Domare: Mark Geiger (USA) |
| 16:00 UTC−6 | 16:00 UTC−6  |                            |                 |                                                         | Denver, Colorado Publik: 30 000 Domare: Mark Geiger (USA) | Denver, Colorado Publik: 30 000 Domare: Mark Geiger (USA) |
| 16:00 UTC−6 | 16:00 UTC−6  |                            |                 |                                                         | Denver, Colorado Publik: 30 000 Domare: Mark Geiger (USA) | Denver, Colorado Publik: 30 000 Domare: Mark Geiger (USA) |

### Grupp B
| Nr | Lag                 | S | V | O | F | GM | IM | MS | P |
| -- | ------------------- | - | - | - | - | -- | -- | -- | - |
| 1  | Honduras            | 3 | 2 | 0 | 1 | 3  | 2  | +1 | 6 |
| 2  | Trinidad och Tobago | 3 | 1 | 1 | 1 | 4  | 4  | 0  | 4 |
| 3  | El Salvador         | 3 | 1 | 1 | 1 | 3  | 3  | 0  | 4 |
| 4  | Haiti               | 3 | 1 | 0 | 2 | 2  | 3  | −1 | 3 |

|             | 8 juli 2013 | El Salvador             | 2 – 2           | Trinidad och Tobago               | Red Bull Arena                                                               |                                                                              |
| 19:00 UTC−4 | 19:00 UTC−4 | Rodolfo Zelaya 22′, 69′ | (1 – 1) Rapport | 11′ Keon Daniel 73′ Kenwyne Jones | Harrison, New Jersey Publik: 20 000 Domare: Marco Antonio Rodríguez (Mexiko) | Harrison, New Jersey Publik: 20 000 Domare: Marco Antonio Rodríguez (Mexiko) |
| 19:00 UTC−4 | 19:00 UTC−4 |                         |                 |                                   | Harrison, New Jersey Publik: 20 000 Domare: Marco Antonio Rodríguez (Mexiko) | Harrison, New Jersey Publik: 20 000 Domare: Marco Antonio Rodríguez (Mexiko) |
| 19:00 UTC−4 | 19:00 UTC−4 |                         |                 |                                   | Harrison, New Jersey Publik: 20 000 Domare: Marco Antonio Rodríguez (Mexiko) | Harrison, New Jersey Publik: 20 000 Domare: Marco Antonio Rodríguez (Mexiko) |

|             | 8 juli 2013 | Haiti | 0 – 2           | Honduras                           | Red Bull Arena                                                              |                                                                             |
| 20:30 UTC−4 | 20:30 UTC−4 |       | (0 – 1) Rapport | 4′ Rony Martínez 78′ Marvin Chávez | Harrison, New Jersey Publik: 20 000 Domare: Hugo Cruz Alvarado (Costa Rica) | Harrison, New Jersey Publik: 20 000 Domare: Hugo Cruz Alvarado (Costa Rica) |
| 20:30 UTC−4 | 20:30 UTC−4 |       |                 |                                    | Harrison, New Jersey Publik: 20 000 Domare: Hugo Cruz Alvarado (Costa Rica) | Harrison, New Jersey Publik: 20 000 Domare: Hugo Cruz Alvarado (Costa Rica) |
| 20:30 UTC−4 | 20:30 UTC−4 |       |                 |                                    | Harrison, New Jersey Publik: 20 000 Domare: Hugo Cruz Alvarado (Costa Rica) | Harrison, New Jersey Publik: 20 000 Domare: Hugo Cruz Alvarado (Costa Rica) |

|             | 12 juli 2013 | Trinidad och Tobago | 0 – 2           | Haiti                       | Sun Life Stadium                                                                  |                                                                                   |
| 19:00 UTC−4 | 19:00 UTC−4  |                     | (0 – 1) Rapport | 16′, 53′ Jean-Eudes Maurice | Miami Gardens, Florida Publik: 28 713 Domare: Jeffrey Solis Calderón (Costa Rica) | Miami Gardens, Florida Publik: 28 713 Domare: Jeffrey Solis Calderón (Costa Rica) |
| 19:00 UTC−4 | 19:00 UTC−4  |                     |                 |                             | Miami Gardens, Florida Publik: 28 713 Domare: Jeffrey Solis Calderón (Costa Rica) | Miami Gardens, Florida Publik: 28 713 Domare: Jeffrey Solis Calderón (Costa Rica) |
| 19:00 UTC−4 | 19:00 UTC−4  |                     |                 |                             | Miami Gardens, Florida Publik: 28 713 Domare: Jeffrey Solis Calderón (Costa Rica) | Miami Gardens, Florida Publik: 28 713 Domare: Jeffrey Solis Calderón (Costa Rica) |

|             | 12 juli 2013 | Honduras           | 1 – 0           | El Salvador | Sun Life Stadium                                                 |                                                                  |
| 21:30 UTC−4 | 21:30 UTC−4  | Jorge Claros 90+2′ | (0 – 0) Rapport |             | Miami Gardens, Florida Publik: 28 713 Domare: Jair Marrufo (USA) | Miami Gardens, Florida Publik: 28 713 Domare: Jair Marrufo (USA) |
| 21:30 UTC−4 | 21:30 UTC−4  |                    |                 |             | Miami Gardens, Florida Publik: 28 713 Domare: Jair Marrufo (USA) | Miami Gardens, Florida Publik: 28 713 Domare: Jair Marrufo (USA) |
| 21:30 UTC−4 | 21:30 UTC−4  |                    |                 |             | Miami Gardens, Florida Publik: 28 713 Domare: Jair Marrufo (USA) | Miami Gardens, Florida Publik: 28 713 Domare: Jair Marrufo (USA) |

|             | 15 juli 2013 | El Salvador        | 1 – 0           | Haiti | BBVA Compass Stadium                                              |                                                                   |
| 18:00 UTC−5 | 18:00 UTC−5  | Rodolfo Zelaya 76′ | (0 – 0) Rapport |       | Houston, Texas Publik: 21 783 Domare: Javier Santos (Puerto Rico) | Houston, Texas Publik: 21 783 Domare: Javier Santos (Puerto Rico) |
| 18:00 UTC−5 | 18:00 UTC−5  |                    |                 |       | Houston, Texas Publik: 21 783 Domare: Javier Santos (Puerto Rico) | Houston, Texas Publik: 21 783 Domare: Javier Santos (Puerto Rico) |
| 18:00 UTC−5 | 18:00 UTC−5  |                    |                 |       | Houston, Texas Publik: 21 783 Domare: Javier Santos (Puerto Rico) | Houston, Texas Publik: 21 783 Domare: Javier Santos (Puerto Rico) |

|             | 15 juli 2013 | Honduras | 0 – 2           | Trinidad och Tobago                       | BBVA Compass Stadium                                                   |                                                                        |
| 20:30 UTC−5 | 20:30 UTC−5  |          | (0 – 0) Rapport | 48′ (str.) Kenwyne Jones 67′ Kevin Molino | Houston, Texas Publik: 21 783 Domare: Marco Antonio Rodríguez (Mexiko) | Houston, Texas Publik: 21 783 Domare: Marco Antonio Rodríguez (Mexiko) |
| 20:30 UTC−5 | 20:30 UTC−5  |          |                 |                                           | Houston, Texas Publik: 21 783 Domare: Marco Antonio Rodríguez (Mexiko) | Houston, Texas Publik: 21 783 Domare: Marco Antonio Rodríguez (Mexiko) |
| 20:30 UTC−5 | 20:30 UTC−5  |          |                 |                                           | Houston, Texas Publik: 21 783 Domare: Marco Antonio Rodríguez (Mexiko) | Houston, Texas Publik: 21 783 Domare: Marco Antonio Rodríguez (Mexiko) |

### Grupp C
| Nr | Lag        | S | V | O | F | GM | IM | MS  | P |
| -- | ---------- | - | - | - | - | -- | -- | --- | - |
| 1  | USA        | 3 | 3 | 0 | 0 | 11 | 2  | +9  | 9 |
| 2  | Costa Rica | 3 | 2 | 0 | 1 | 4  | 1  | +3  | 6 |
| 3  | Kuba       | 3 | 1 | 0 | 2 | 5  | 7  | −2  | 3 |
| 4  | Belize     | 3 | 0 | 0 | 3 | 1  | 11 | −10 | 0 |

|             | 9 juli 2013 | Costa Rica                                   | 3 – 0           | Kuba | Jeld-Wen Field                                                      |                                                                     |
| 17:30 UTC−7 | 17:30 UTC−7 | Michael Barrantes 52′, 77′ Jairo Arrieta 71′ | (0 – 0) Rapport |      | Portland, Oregon Publik: 18 724 Domare: Elmer Bonilla (El Salvador) | Portland, Oregon Publik: 18 724 Domare: Elmer Bonilla (El Salvador) |
| 17:30 UTC−7 | 17:30 UTC−7 |                                              |                 |      | Portland, Oregon Publik: 18 724 Domare: Elmer Bonilla (El Salvador) | Portland, Oregon Publik: 18 724 Domare: Elmer Bonilla (El Salvador) |
| 17:30 UTC−7 | 17:30 UTC−7 |                                              |                 |      | Portland, Oregon Publik: 18 724 Domare: Elmer Bonilla (El Salvador) | Portland, Oregon Publik: 18 724 Domare: Elmer Bonilla (El Salvador) |

|             | 9 juli 2013 | Belize          | 1 – 6           | USA                                                                                                   | Jeld-Wen Field                                                      |                                                                     |
| 20:00 UTC−7 | 20:00 UTC−7 | Ian Gaynair 40′ | (1 – 3) Rapport | 12′, 37′, 41′ Chris Wondolowski 58′ Stuart Holden 72′ Michael Orozco Fiscal 76′ (str.) Landon Donovan | Portland, Oregon Publik: 18 724 Domare: Héctor Rodríguez (Honduras) | Portland, Oregon Publik: 18 724 Domare: Héctor Rodríguez (Honduras) |
| 20:00 UTC−7 | 20:00 UTC−7 |                 |                 | | Portland, Oregon Publik: 18 724 Domare: Héctor Rodríguez (Honduras) | Portland, Oregon Publik: 18 724 Domare: Héctor Rodríguez (Honduras) |
| 20:00 UTC−7 | 20:00 UTC−7 |                 |                 | | Portland, Oregon Publik: 18 724 Domare: Héctor Rodríguez (Honduras) | Portland, Oregon Publik: 18 724 Domare: Héctor Rodríguez (Honduras) |

|             | 13 juli 2013 | USA                                                                   | 4 – 1           | Kuba | Rio Tinto Stadium                                        |                                                          |
| 13:30 UTC−6 | 13:30 UTC−6  | Landon Donovan 45+2′ (str.) Joe Corona 57′ Chris Wondolowski 66′, 85′ | (1 – 1) Rapport |      | Sandy, Utah Publik: 17 597 Domare: David Gantar (Kanada) | Sandy, Utah Publik: 17 597 Domare: David Gantar (Kanada) |
| 13:30 UTC−6 | 13:30 UTC−6  |                                                                       |                 |      | Sandy, Utah Publik: 17 597 Domare: David Gantar (Kanada) | Sandy, Utah Publik: 17 597 Domare: David Gantar (Kanada) |
| 13:30 UTC−6 | 13:30 UTC−6  |                                                                       |                 |      | Sandy, Utah Publik: 17 597 Domare: David Gantar (Kanada) | Sandy, Utah Publik: 17 597 Domare: David Gantar (Kanada) |

|             | 13 juli 2013 | Costa Rica              | 1 – 0           | Belize | Rio Tinto Stadium                                              |                                                                |
| 16:00 UTC−6 | 16:00 UTC−6  | Dalton Eiley 49′ (sjm.) | (0 – 0) Rapport |        | Sandy, Utah Publik: 17 597 Domare: Enrico Wijngaarde (Surinam) | Sandy, Utah Publik: 17 597 Domare: Enrico Wijngaarde (Surinam) |
| 16:00 UTC−6 | 16:00 UTC−6  |                         |                 |        | Sandy, Utah Publik: 17 597 Domare: Enrico Wijngaarde (Surinam) | Sandy, Utah Publik: 17 597 Domare: Enrico Wijngaarde (Surinam) |
| 16:00 UTC−6 | 16:00 UTC−6  |                         |                 |        | Sandy, Utah Publik: 17 597 Domare: Enrico Wijngaarde (Surinam) | Sandy, Utah Publik: 17 597 Domare: Enrico Wijngaarde (Surinam) |

|             | 16 juli 2013 | Kuba | 4 – 0           | Belize | Rentschler Field                                                              |                                                                               |
| 17:30 UTC−4 | 17:30 UTC−4  |      | (1 – 0) Rapport |        | East Hartford, Connecticut Publik: 25 432 Domare: Enrico Wijngaarde (Surinam) | East Hartford, Connecticut Publik: 25 432 Domare: Enrico Wijngaarde (Surinam) |
| 17:30 UTC−4 | 17:30 UTC−4  |      |                 |        | East Hartford, Connecticut Publik: 25 432 Domare: Enrico Wijngaarde (Surinam) | East Hartford, Connecticut Publik: 25 432 Domare: Enrico Wijngaarde (Surinam) |
| 17:30 UTC−4 | 17:30 UTC−4  |      |                 |        | East Hartford, Connecticut Publik: 25 432 Domare: Enrico Wijngaarde (Surinam) | East Hartford, Connecticut Publik: 25 432 Domare: Enrico Wijngaarde (Surinam) |

|             | 16 juli 2013 | USA           | 1 – 0           | Costa Rica | Rentschler Field                                                              |                                                                               |
| 20:00 UTC−4 | 20:00 UTC−4  | Brek Shea 82′ | (0 – 0) Rapport |            | East Hartford, Connecticut Publik: 25 432 Domare: Courtney Campbell (Jamaica) | East Hartford, Connecticut Publik: 25 432 Domare: Courtney Campbell (Jamaica) |
| 20:00 UTC−4 | 20:00 UTC−4  |               |                 |            | East Hartford, Connecticut Publik: 25 432 Domare: Courtney Campbell (Jamaica) | East Hartford, Connecticut Publik: 25 432 Domare: Courtney Campbell (Jamaica) |
| 20:00 UTC−4 | 20:00 UTC−4  |               |                 |            | East Hartford, Connecticut Publik: 25 432 Domare: Courtney Campbell (Jamaica) | East Hartford, Connecticut Publik: 25 432 Domare: Courtney Campbell (Jamaica) |

### Rankning av grupptreor
| Nr | Lag (grupp)     | S | V | O | F | GM | IM | MS | P |
| -- | --------------- | - | - | - | - | -- | -- | -- | - |
| 1  | El Salvador (B) | 3 | 1 | 1 | 1 | 3  | 3  | 0  | 4 |
| 2  | Kuba (C)        | 3 | 1 | 0 | 2 | 5  | 7  | −2 | 3 |
| 3  | Martinique (A)  | 3 | 1 | 0 | 2 | 2  | 4  | −2 | 3 |

## Slutspel

### Slutspelsträd
|  | Kvartsfinaler       | Kvartsfinaler |          |   | Semifinaler | Semifinaler |  |  | Final | Final |
|  |                     |               |          |   |             |             |  |  |       |       |
|  |                     |               |          |   |             |             |  |  |       |       |
|  |                     |               |          |   |             |             |  |  |       |       |
|  | Mexiko              | 1             |          |   |             |             |  |  |       |       |
|  | Mexiko              | 1             |          |   |             |             |  |  |       |       |
|  | Trinidad och Tobago | 0             |          |   |             |             |  |  |       |       |
|  | Trinidad och Tobago | 0             | Mexiko   | 1 |             |             |  |  |       |       |
|  |                     |               | Mexiko   | 1 |             |             |  |  |       |       |
|  |                     | Panama        | 2        |   |             |             |  |  |       |       |
|  | Panama              | Panama        | 2        | 6 |             |             |  |  |       |       |
|  | Panama              |               |          | 6 |             |             |  |  |       |       |
|  | Kuba                | 1             |          |   |             |             |  |  |       |       |
|  | Kuba                | 1             | Panama   | 0 |             |             |  |  |       |       |
|  |                     |               | Panama   | 0 |             |             |  |  |       |       |
|  |                     | USA           | 1        |   |             |             |  |  |       |       |
|  | Honduras            | USA           | 1        | 1 |             |             |  |  |       |       |
|  | Honduras            |               |          | 1 |             |             |  |  |       |       |
|  | Costa Rica          | 0             |          |   |             |             |  |  |       |       |
|  | Costa Rica          | 0             | Honduras | 1 |             |             |  |  |       |       |
|  |                     |               | Honduras | 1 |             |             |  |  |       |       |
|  |                     | USA           | 3        |   |             |             |  |  |       |       |
|  | USA                 | USA           | 3        | 5 |             |             |  |  |       |       |
|  | USA                 |               |          | 5 |             |             |  |  |       |       |
|  | El Salvador         | 1             |          |   |             |             |  |  |       |       |
|  | El Salvador         | 1             |          |   |             |             |  |  |       |       |

### Kvartsfinaler
|             | 20 juli 2013 | Panama                                                                                            | 6 – 1   | Kuba                     | Georgia Dome                                              |                                                           |
| 15:30 UTC−4 | 15:30 UTC−4  | Gabriel Torres 25′ (str.), 37′ Carlos Gabriel Rodríguez 68′ Blas Pérez 78′, 88′ Jairo Jiménez 85′ | Rapport | 21′ José Ciprian Alfonso | Atlanta, Georgia Publik: 54 229 Domare: Mark Geiger (USA) | Atlanta, Georgia Publik: 54 229 Domare: Mark Geiger (USA) |
| 15:30 UTC−4 | 15:30 UTC−4  |                                                                                                   |         |                          | Atlanta, Georgia Publik: 54 229 Domare: Mark Geiger (USA) | Atlanta, Georgia Publik: 54 229 Domare: Mark Geiger (USA) |
| 15:30 UTC−4 | 15:30 UTC−4  |                                                                                                   |         |                          | Atlanta, Georgia Publik: 54 229 Domare: Mark Geiger (USA) | Atlanta, Georgia Publik: 54 229 Domare: Mark Geiger (USA) |

|             | 20 juli 2013 | Mexiko           | 1 – 0           | Trinidad och Tobago | Georgia Dome                                                       |                                                                    |
| 18:30 UTC−4 | 18:30 UTC−4  | Raúl Jiménez 84′ | (0 – 0) Rapport |                     | Atlanta, Georgia Publik: 54 229 Domare: Joel Aguilar (El Salvador) | Atlanta, Georgia Publik: 54 229 Domare: Joel Aguilar (El Salvador) |
| 18:30 UTC−4 | 18:30 UTC−4  |                  |                 |                     | Atlanta, Georgia Publik: 54 229 Domare: Joel Aguilar (El Salvador) | Atlanta, Georgia Publik: 54 229 Domare: Joel Aguilar (El Salvador) |
| 18:30 UTC−4 | 18:30 UTC−4  |                  |                 |                     | Atlanta, Georgia Publik: 54 229 Domare: Joel Aguilar (El Salvador) | Atlanta, Georgia Publik: 54 229 Domare: Joel Aguilar (El Salvador) |

|             | 21 juli 2013 | USA                                                                                          | 5 – 1           | El Salvador               | M&T Bank Stadium                                                       |                                                                        |
| 16:00 UTC−4 | 16:00 UTC−4  | Clarence Goodson 21′ Joe Corona 29′ Eddie Johnson 60′ Landon Donovan 78′ Mikkel Diskerud 83′ | (2 – 1) Rapport | 39′ (str.) Rodolfo Zelaya | Baltimore, Maryland Publik: 70 540 Domare: Enrico Wijngaarde (Surinam) | Baltimore, Maryland Publik: 70 540 Domare: Enrico Wijngaarde (Surinam) |
| 16:00 UTC−4 | 16:00 UTC−4  |                                                                                              |                 |                           | Baltimore, Maryland Publik: 70 540 Domare: Enrico Wijngaarde (Surinam) | Baltimore, Maryland Publik: 70 540 Domare: Enrico Wijngaarde (Surinam) |
| 16:00 UTC−4 | 16:00 UTC−4  |                                                                                              |                 |                           | Baltimore, Maryland Publik: 70 540 Domare: Enrico Wijngaarde (Surinam) | Baltimore, Maryland Publik: 70 540 Domare: Enrico Wijngaarde (Surinam) |

|             | 21 juli 2013 | Honduras       | 1 – 0           | Costa Rica | M&T Bank Stadium                                                       |                                                                        |
| 19:00 UTC−4 | 19:00 UTC−4  | Andy Najar 49′ | (0 – 0) Rapport |            | Baltimore, Maryland Publik: 70 540 Domare: Courtney Campbell (Jamaica) | Baltimore, Maryland Publik: 70 540 Domare: Courtney Campbell (Jamaica) |
| 19:00 UTC−4 | 19:00 UTC−4  |                |                 |            | Baltimore, Maryland Publik: 70 540 Domare: Courtney Campbell (Jamaica) | Baltimore, Maryland Publik: 70 540 Domare: Courtney Campbell (Jamaica) |
| 19:00 UTC−4 | 19:00 UTC−4  |                |                 |            | Baltimore, Maryland Publik: 70 540 Domare: Courtney Campbell (Jamaica) | Baltimore, Maryland Publik: 70 540 Domare: Courtney Campbell (Jamaica) |

### Semifinaler
|             | 24 juli 2013 | USA                                       | 3 – 1           | Honduras        | Cowboys Stadium                                                     |                                                                     |
| 18:00 UTC−5 | 18:00 UTC−5  | Eddie Johnson 11′ Landon Donovan 27′, 53′ | (2 – 0) Rapport | 52′ Nery Medina | Arlington, Texas Publik: 81 410 Domare: Wálter Quesada (Costa Rica) | Arlington, Texas Publik: 81 410 Domare: Wálter Quesada (Costa Rica) |
| 18:00 UTC−5 | 18:00 UTC−5  |                                           |                 |                 | Arlington, Texas Publik: 81 410 Domare: Wálter Quesada (Costa Rica) | Arlington, Texas Publik: 81 410 Domare: Wálter Quesada (Costa Rica) |
| 18:00 UTC−5 | 18:00 UTC−5  |                                           |                 |                 | Arlington, Texas Publik: 81 410 Domare: Wálter Quesada (Costa Rica) | Arlington, Texas Publik: 81 410 Domare: Wálter Quesada (Costa Rica) |

|             | 24 juli 2013 | Panama                          | 2 – 1           | Mexiko          | Cowboys Stadium                                                     |                                                                     |
| 21:00 UTC−5 | 21:00 UTC−5  | Blas Pérez 13′ Román Torres 61′ | (1 – 1) Rapport | 26′ Luis Montes | Arlington, Texas Publik: 81 410 Domare: Courtney Campbell (Jamaica) | Arlington, Texas Publik: 81 410 Domare: Courtney Campbell (Jamaica) |
| 21:00 UTC−5 | 21:00 UTC−5  |                                 |                 |                 | Arlington, Texas Publik: 81 410 Domare: Courtney Campbell (Jamaica) | Arlington, Texas Publik: 81 410 Domare: Courtney Campbell (Jamaica) |
| 21:00 UTC−5 | 21:00 UTC−5  |                                 |                 |                 | Arlington, Texas Publik: 81 410 Domare: Courtney Campbell (Jamaica) | Arlington, Texas Publik: 81 410 Domare: Courtney Campbell (Jamaica) |

### Final
|             | 28 juli 2013 | USA           | 1 – 0           | Panama | Soldier Field                                                       |                                                                     |
| 15:00 UTC−5 | 15:00 UTC−5  | Brek Shea 69′ | (0 – 0) Rapport |        | Chicago, Illinois Publik: 57 920 Domare: Joel Aguilar (El Salvador) | Chicago, Illinois Publik: 57 920 Domare: Joel Aguilar (El Salvador) |
| 15:00 UTC−5 | 15:00 UTC−5  |               |                 |        | Chicago, Illinois Publik: 57 920 Domare: Joel Aguilar (El Salvador) | Chicago, Illinois Publik: 57 920 Domare: Joel Aguilar (El Salvador) |
| 15:00 UTC−5 | 15:00 UTC−5  |               |                 |        | Chicago, Illinois Publik: 57 920 Domare: Joel Aguilar (El Salvador) | Chicago, Illinois Publik: 57 920 Domare: Joel Aguilar (El Salvador) |

### Fotnoter
1. ↑  http://www.concacaf.com/article/u-s-wins-fifth-gold-cup-title